# 長友美貴子
長友 美貴子（ながとも みきこ、1980年11月11日 - ）は、日本のタレント・フリーアナウンサー。身長157cm。ボイスワークスに所属していた。

## 来歴
宮崎県に生まれ、茨城県守谷市で育つ。中学卒業後は江戸川学園取手高等学校から立教大学経済学部に進学。大学では体育会準硬式野球部のマネージャーを務めた。同じく在学中に代ゼミTVネットのリポーター、西武ライオンズのレオガール、新潟県越後湯沢温泉ミス駒子という経歴も持つ。
リポーターとしての活動は在学中に始め、テレビ局・メディアなどで主にサッカー・野球のスポーツ関連で活動する。TOKYO MXの『STRONG!ホークス野球中継』、J SPORTSの『J SPORTS STADIUM』ベンチレポーター、スカパーのJリーグ中継では大宮アルディージャのピッチサイドリポーターなどを歴任。
2010年からは『STRONG!ホークス野球中継』で実況アナウンサーに抜擢される。実況にシーズンを通して女性が起用されるのは異例。しかし、2011年9月で体調の悪化を理由に休養となった。
2009年からは東京スポーツでりそな銀行に関する記事のコラムを書くなど、活躍の幅をスポーツ以外にも広げている。

## 担当番組
- STRONG!ホークス野球中継（TOKYO MX）、実況アナウンサー
- J SPORTS STADIUM（J SPORTS）、ベンチレポーター
- Jリーグ中継（スカイパーフェクTV）、大宮アルディージャのピッチサイドリポーター
- 親子で学ぼう!サッカーアカデミー!（BS日テレ）、メインMC

## 人物・エピソード
- 2008年、ベジタブル&フルーツマイスターを取得。
- 2009年12月に、韓国に語学留学している。

STRONG!ホークス野球中継
子供の頃から大の野球好きで、大学卒業後も野球に関わる仕事がしたいと考えてアナウンサーを目指した。『STRONG!ホークス野球中継』の実況には、野球好きの長友のキャリアを踏まえ、TOKYO MXの「新しい局はチャレンジしなければいけない」という意向もあり起用された。女性の実況ということで、一部視聴者から苦情を寄せられることもあった。長友は「女性ならではの取材力を生かして、選手の話を盛り込んだり、トークショーのような実況をしたい」と抱負を述べている。
その他のスポーツ
他にスポーツ選手とのトークショーやスポーツチームの応援イベントにも従事している。サッカーでは大宮アルディージャのリポーター、野球では読売ジャイアンツ・東北楽天ゴールデンイーグルスなどの応援番組、独立リーグ・マスターズリーグの中継やイベントを担当した経験を生かし、様々なスポーツの中継をこなしている。BS日テレの『親子で学ぼう!サッカーアカデミー!』ではMCとして起用された。